# نیترومتان
نیترومتان (به انگلیسی: Nitromethane) با فرمول شیمیایی CH۳NO۲ یک ترکیب شیمیایی با شناسه پاب‌کم ۶۳۷۵ است. که جرم مولی آن 61.04 g/mol می‌باشد. شکل ظاهری این ترکیب، مایع بی‌رنگ است.ساده‌ترین ترکیب نیترو آلی می‌باشد .نیرو متان به عنوان سوخت در موتورها و ماشین‌های مسابقه ای مختلف و همچنین سوخت موتور هواپیماهای مدل مورد استفاده قرار می‌گیرد. و نیترو متان در تولید مواد منفجره ، مواد دارویی ،آفت کش ها، الیاف‌ها ، و لباس‌ها کاربرد دارد.